# جيمس بري (ممثل)
جيمس بري (بالإنجليزية: James Bree)‏ هو ممثل بريطاني (وحمل سابقاً جنسية المملكة المتحدة لبريطانيا العظمى وأيرلندا)، ولد في 20 يوليو 1923 في المملكة المتحدة، وتوفي في 1 ديسمبر 2008 بلندن في المملكة المتحدة.

## وصلات خارجية
- جيمس بري على موقع IMDb (الإنجليزية)
- جيمس بري على موقع قاعدة بيانات الفيلم (الإنجليزية)